# Godfrey Place

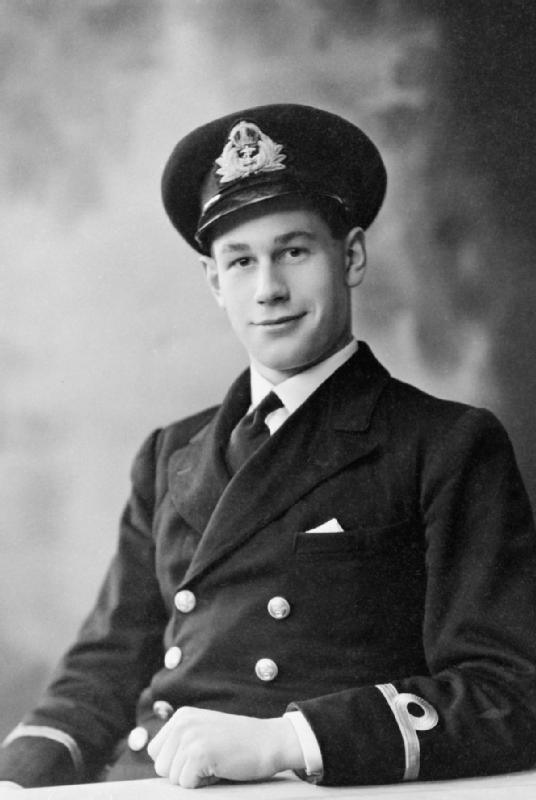
Godfrey Place som löjtnant 1941

Godfrey Place, VC, född 19 juli 1921, död 27 december 1994, var en konteramiral vid Royal Navy. Han belönades med Viktoriakorset när han som kapten och chef på miniubåten X7 1943 skadade det tyska slagskeppet Tirpitz i Kåfjord, Norge. Chefen på miniubåten X6, kapten Donald Cameron belönades även med Viktoriakorset för denna gärning. 
Kapten Place hade tidigare belönats med den polska Krzyż Walecznych för sina insatser som förbindelseofficer på den polska ubåten ORP Sokół och Distinguished Service Cross för sin medverkan vid sänkningen av den italienska ubåten RSM Guglielmotti. Efter kriget övergick han till Fleet Air Arm och slutade sin karriär som konteramiral.